# Susanne Gillmayr-Bucher
Susanne Gillmayr-Bucher  (* 1962 in Innsbruck) ist eine österreichische römisch-katholische Theologin und Hochschullehrerin.

## Leben
Nach der Reifeprüfung 1980 am Bundes-Oberstufen-Realgymnasium in Telfs studierte sie von 1980 bis 1985 kombinierte Religionspädagogik und Germanistik an der Universität Innsbruck. Nach der Sponsion 1985 zur Magistra der Theologie studierte sie von 1985 bis 1989 selbständige Religionspädagogik. Nach dem  Abschluss des Studiums der Selbständigen Religionspädagogik (mit Auszeichnung) 1989 erteilte sie von 1989 bis 1992 katholischen Religionsunterricht an der freien Waldorfschule in Innsbruck. Von 1992 bis 2000 war sie Vertragsassistentin am Institut für Alttestamentliche Bibelwissenschaft der Universität Innsbruck. Nach der Promotion 1994 mit der Dissertation Eine textlinguistische Untersuchung zu Gen 24 zur Doktorin der Theologie (mit Auszeichnung) war sie von 2000 bis 2002 wissenschaftliche Mitarbeiterin am Lehrstuhl für Altes Testament der Theologischen Fakultät Erfurt. Von 1998 bis 2000 war sie Gast beim Graduiertenkolleg Die Bibel – ihre Entstehung und ihre Wirkung der Universität Tübingen. Nach der Habilitation 2002 an der KU Linz und dem Erhalt der venia docendi für den Fachbereich Bibelwissenschaft des Alten Testaments hatte sie im Wintersemester 2002/2003 Lehraufträge an der Theologischen Fakultät Erfurt und im Wintersemester 2003/2004 Lehraufträge an der Katholisch-Theologischen Privatuniversität Linz und der RWTH Aachen. Von 2004 bis 2010 lehrte sie als Professorin für Biblische Theologie an der RWTH Aachen. 
Seit Oktober 2010 unterrichtet sie als Professorin für Alttestamentliche Bibelwissenschaft an der Katholischen Privat-Universität Linz, wo sie 2020 Dekanin der Theologischen Fakultät wurde.

## Schriften (Auswahl)
- Die Psalmen im Spiegel der Lyrik Thomas Bernhards (= Stuttgarter biblische Beiträge. Band 48). Verlag Katholisches Bibelwerk, Stuttgart 2002, ISBN 3-460-00481-9 (zugleich Habilitationsschrift, KU Linz 2001).
- als Herausgeberin mit Annett Giercke und Christina Nießen: Ein Herz so weit wie der Sand am Ufer des Meeres. Festschrift für Georg Hentschel (= Erfurter theologische Studien. Band 90). Echter, Würzburg 2006, ISBN 3-429-02833-7.
- als Herausgeberin mit Thomas Meurer, Johanna Rahner, Thomas Söding und Alexander Weihs: Bibel verstehen. Schriftverständnis und Schriftauslegung (= Theologische Module. Band 4). Herder, Freiburg im Breisgau u. a. 2008, ISBN 3-451-29663-2.
- als Herausgeberin mit Gerlinde Baumann, Maria Häusl und Dirk Human: Zugänge zum Fremden. Methodisch-hermeneutische Perspektiven zu einem biblischen Thema (= Linzer philosophisch-theologische Beiträge. Band 25). Peter Lang Internationaler Verlag der Wissenschaften, Frankfurt am Main/Berlin/Bern/Brüssel/New York/Oxford/Wien 2012, ISBN 3-631-63092-1.
- Erzählte Welten im Richterbuch. Narratologische Aspekte eines polyfonen Diskurses (= Biblical interpretation series. Band 116). Brill, Leiden u. a. 2013, ISBN 978-90-04-24389-7.
- als Herausgeberin mit Maria Häusl: Ṣedaqa and Torah in postexilic discourse (= Library of Hebrew bible/Old Testament studies. Band 640). Bloomsbury T&T Clark, London 2017, ISBN 978-0-567-67355-8.